# Malorie Blackman
Pour les articles homonymes, voir Blackman.
Œuvres principales
- Entre chiens et loups
- La Couleur de la haine
- Le Choix d'aimer
- Le Retour de l'aube
- Boys Don't Cry

Malorie Blackman, née le 8 février 1962 à Clapham à Londres, est une écrivaine britannique spécialisée en littérature pour la jeunesse. Elle remporte le prix PEN Pinter (en) 2022 et est sélectionnée pour le Prix commémoratif Astrid-Lindgren en 2017 puis durant sept années d'affilée, de 2019 à 2025.

## Biographie

### Enfance et formation
Malorie Blackman nait le 8 février 1962 à Clapham. Issue d'une famille de cinq enfants, elle grandit à Bromley, à Londres. Ses parents sont originaires de la Barbade et déménagent au Royaume-Uni pendant « la génération Windrush ». Son père devient chauffeur de bus et sa mère travaille dans une usine de pyjamas.  
Elle souhaite d'abord devenir professeur d'anglais. Mais, après des études à Peckham, elle devient programmeuse informatique. Elle obtient ensuite un Higher National Certificate à l’université de Greenwich ainsi qu’un diplôme de la National Film and Television School.

### Carrière littéraire
Malorie Blackman décide d'écrire dans les années 1980. Elle publie son premier livre à 28 ans. Not So Stupid (sorti en novembre 1990) est un recueil de nouvelles d’horreur et de science-fiction pour adolescents,.
Elle publie ensuite plus de 60 ouvrages pour la jeunesse (nouvelles, albums et romans, traitant notamment d'ethnicité et des enjeux sociaux qui y sont liés), ainsi que différents scripts pour la télévision, notamment pour des épisodes de la série Doctor Who.
Elle est surtout connue pour sa série Noughts and Crosses (Entre chiens et loups), saluée par la critique, qui est adaptée en série télévisée et en pièce de théâtre. La série explore les questions raciales, de préjugés et de pouvoir dans un monde dystopique où les Noirs, dits « Croix », occupent tous les postes de pouvoir et les Blancs, dits « Nuls », sont victimes de discrimination. Le tout dernier tome de la série sort en 2021.
Elle remporte plus de quinze prix différents. En 2008, elle est décorée de l'Ordre de l'Empire britannique pour ses services rendus à la littérature jeunesse. En juin 2013, elle devient la nouvelle lauréate du prix Children's Laureate. En 2022, le prix PEN Pinter (en) lui est attribué. Elle devient ainsi la première autrice de livres pour enfants et jeunes adultes à recevoir cette distinction. En 2025, elle est sélectionnée pour la septième année d'affilée (depuis 2019) pour le prestigieux prix suédois, le Prix commémoratif Astrid-Lindgren. Elle avait également été nommée en 2017.
Son oeuvre est saluée pour ses thèmes stimulants, ses personnages forts et sa narration captivante.  Le premier tome de Noughts and Crosses (Entre chiens et loups) figure dans le sondage réalisé par la BBC sur les meilleurs livres de tous les temps selon les Britanniques, et est également désigné comme l'un des meilleurs livres du XXIe siècle par ce journal. Des chanteurs (Stormzy dans Superheroes ; Tinie Tempah dans Written in the Stars) et écrivains (Candice Carty-Williams) lui rendent hommage dans leurs chansons ou interviews.
Ses ouvrages sont traduits dans plus de 15 langues, de l'allemand au chinois en passant par le français, l'italien et l'espagnol.
Fervente défenseure de l'égalité des sexes, elle rejoint en 2014 l'association Let Books be Books pour inciter les auteurs à cesser de classer les livres en fonction du sexe de l'enfant.

### Vie privée
Malorie Blackman se marie au début des années 1980[réf. nécessaire] et met au monde sa fille en 1995. Elle vit toujours à Bromley avec son mari Neil et sa fille Elizabeth.

## Œuvres traduites en français

### SérieEntre chiens et loups
1. Entre chiens et loups, Milan, 2005 ((en) Noughts and Crosses, 2001)Prix ado-lisant en 2007 et prix Gr'Aisne de critique 2010
2. La Couleur de la haine, Milan, 2006 ((en) Knife Edge, 2004)
3. Le Choix d'aimer, Milan, 2006 ((en) Checkmate, 2005)
4. Le Retour de l'aube, Milan, 2009 ((en) Double Cross, 2008)
5. Entre les lignes, Milan, 2020 ((en) Crossfire, 2019)
6. La Dernière Chance, Milan, 2022 ((en) Endgame, 2021)

### Romans indépendants
- La Couleur de la peur, Milan, 2008 ((en) The Stuff of Nightmares, 2007)
- Boys Don't Cry, Milan, 2011 ((en) Boys Don't Cry, 2010)Prix Gr'Aisne de critique 2013
- Les Insurgés, Milan, 2015 ((en) Noble Conflict, 2013)
- Contact, Milan, 2017 ((en) Contact, 2015)
- Sombres Étoiles, Milan, 2017 ((en) Chasing the Stars, 2016)
- (en) Doctor Who: The Ripple Effect, 2013

## Prix et distinctions
- 2022 : prix PEN Pinter (en)
- 2019 à 2023 :  Sélection pour le Prix commémoratif Astrid-Lindgren durant cinq années d'affilée[10]